# Maggie McNamara
Marguerite "Maggie" McNamara (født 18. juni 1928, død 18. februar 1978) var en amerikansk teater- og filmskuespiller. McNamara begyndte sin karriere som model da hun var teenager. Hun kom til offentlighedens kendskab i den kontroversielle film Månen er blå instrueret af Otto Preminger, en rolle hun gentog da hun spillede i Chicago-produktion af stykket. Hun modtog en nominering til en Oscar for bedste kvindelige hovedrolle for sin rolle i filmen.
I midten af 1950'erne begyndte McNamara's karriere at aftage. Hun optrådte i to film efter månen er blå og indspillede hendes sidste film i 1963. Efter fem gæstoptrædende roller i tv-serier i begyndelsen af 1960'erne, trak hun sig tilbage fra skuespillet. Resten af sit liv arbejdede hun som typograf i New York City. I februar 1978 døde McNamara af en overdosis sovepiller i en alder af 49 år.

## Opvækst
McNamara blev født i New York, som barn af Timothy (1888-1955) og Helen (født Fleming 1888-1968) McNamara. Hendes far var af irsk afstamning, mens hendes mor blev født i England af irske forældre. McNamara havde to søstre, Helen og Cathleen og en bror Robert. Hendes forældre skiltes, da hun var ni år gammel.
Hun gik Tekstil High School i New York. Som teenager blev McNamara opdaget, da modelagent John Robert Powers så billeder af hende taget i en vens hjem. Med sin mors støtte underskrev McNamara med sit agentur og begyndte at arbejde som teenage-model, mens hun stadig gik i gymnasiet. Hun var en af de mest succesrige teenage-modeller i tiden og optrådte i Seventeen, LIFE, Harper's Bazaar og Vogue. McNamara kommenterede senere på sine dage som model:
| Citat | I was terribly shy, and I used to work on myself to keep from showing it. When I was facing a camera, I pretended that neither it nor the photographer were there. I played a game with myself according to the clothes I was wearing...You have to feel right in what you are wearing, to have it look right. Just as each period has its own fashion, each person has his own style. When you find it, I think you should stay with it. When I was modeling I had to dress exactly as Vogue wanted the picture to be. But any good quality becomes something else when it is overdone, and I feel that this applies to being too clothes conscious. I don't care what the fashion dictator says. I will not follow if it's not right for me. But your overall impression consists of more than clothes. Your grooming, posture, the sound of your voice, and your perfume play a part in the total picture you create. | Citat |
|       | |       |

I april 1950 optrådte McNamara på coveret af LIFE for anden gang. Efter at have set hende på coveret, tilbød producer David O. Selznick hende en film kontrakt. Hun afslog tilbuddet og fortsatte som model, mens hun studerede dans og skuespil.

## Karriere
I 1951 begyndte McNamara sin professionelle skuespillerkarriere, da hun blev castet som Patty O'Neill i Chicago-opsætningen af Månen er blå. Skrevet af F. Hugh Herbert. Spillet var allerede et Broadway-hit med Barbara Bel Geddes. Samme år medvirkede hun på Broadway i The King of Friday's Men, som gik i fire forestillinger.
I 1953 vendte McNamara til Hollywood for at gentage sin rolle i Otto Premingsers filmatisering af Månen er blå. Filmen var meget kontroversiel på det tidspunkt på grund af dens seksuelle temaer og ærlige dialog (skuespillet og filmen indeholder ordene "jomfru", "gravid" og "forføre"). Som et resultat, lykkedes det ikke for filmen at sikre det blå stempel fra MPAA. United Artists, der producerede Månen er blå, besluttede at udgive filmen alligevel. Den blev straks forbudt i Kansas, Ohio og Maryland og fik en "fordømt"-vurdering af National Legion of Decency.  På trods af kontroverserne blev filmen en succes og tjente $ 3,5 millioner i billetindtægter. Mens billetindtægterne var stærke, modtog Månen er blå blandede anmeldelser. McNamara's præstation indbragte hende en nominering til en Oscar for bedste kvindelige hovedrolle og en BAFTA-nominering for "mest lovende nykommer til film".
Efter optagelserne på Månen er blå underskrev McNamara en kontrakt med 20th Century Fox og blev castet i 1954 i den romantiske dramafilm Kærligheds-fontænen. Filmen blev generelt godt modtaget og hjalp med at øge McNamara's popularitet. Det følgende år spillede hun overfor Richard Burton i den biografiske film Teaterblod. Selvom McNamara's karriere startede godt, indspillede hun kun én film efter Teaterblod. En del af grunden til at hendes karriere stagnerede skyldtes hendes afvisning af at flytte til Los Angeles. Hun nægtede også at gøre reklame for sine film som studier generelt forventede deres kvindelige stjerner at gøre. Hendes karriereproblemer blev fremmet af følelsesmæssige problemer. I sin memoir fra 1977 skrev instruktør Otto Preminger, at "Maggie led under efter at have været en stjerne. Der gik noget galt med hendes ægteskab med instruktør David Swift. Hun led en nervøs sammenbrud."
Efter 1955 acceptere McNamara ikke nogen filmroller for resten af dette årti. I 1962 vendte hun tilbage for at optræde i Broadway-spillet Step on a Crack. Senere samme år medvirkede hun i en produktion af Neil Simon's Come Blow Your Horn med Darren McGavin på Royal Poinciana Playhouse i Florida. Hun havde tidligere arbejdet med McGavin i en enkeltnats forestilling af Shakespeare's Lige for lige. Det følgende år castede Otto Preminger hende i en lille rolle i Kardinalen. Det viste sig at være hendes sidste filmrolle. I 1963 vendte McNamara til tv. Hun blev stjernemarkeret på en episode af Ben Casey og medvirkede som titelkarakter i sæson 5 The Twilight Zone-episoden Ring-a-Ding Girl. McNamara sidste skærmoptræden var i juli 1964 i en episode af The Alfred Hitchcock Hour med titlen Body in the Barn, hvor hun spillede overfor Lillian Gish.

## Privat liv
I marts 1951 giftede McNamara sig med skuespiller og instruktør David Swift. Parret fik ingen børn og blev senere skilt (Swift giftede sig igen i 1957). McNamara giftede sig aldrig igen. Efter sin skilsmisse havde hun et forhold til manuskriptforfatteren Walter Bernstein.

## Senere år og død
Efter hendes sidste skærmrolle i 1964 faldt McNamara ud af offentlighedens søgelys. For de resterende 15 år af sit liv arbejdede hun midlertidige jobs som typograf for at forsørge sig selv. Hendes obduktion viste, at hun havde skrevet manuskripter, herunder en med titlen The Mighty Dandelion, som var blevet købt af et produktionsselskab kort før hendes død.
Den 18. februar 1978 blev McNamara fundet død på sofaen i sin lejlighed i New York City. Hun havde taget en bevidst overdosis af sovepiller og beroligende medicin og efterlod et selvmordsbrev på sit klaver.  Ifølge politiets rapporter havde hun en historie med psykisk sygdom og venner rapporterede, at hun havde lidt af depression.  Hun blev bisat i Saint Charles Cemetery i Farmingdale, New York.

## Filmografi
| Year | Title                      | Role                  | Notes                                                                                                 |
| ---- | -------------------------- | --------------------- | --- |
| 1953 | Månen er blå               | Patty O'Neill         | Nomineret: Oscar for bedste kvindelige hovedrolle Nomineret: Mest lovende nykommer i film BAFTA Award |
| 1953 | Die Jungfrau auf dem Dach  | Turist                | Ukrediteret Alternativ titel: The Girl on the Roof                                                    |
| 1954 | Kærligheds-fontænen        | Maria Williams        | |
| 1955 | Teaterblod                 | Mary Devlin Booth     | |
| 1963 | Kardinalen                 | Florrie Fermoyle      | |
| 1963 | Ben Casey                  | Dede Blake            | Episode: "The Last Splintered Spoke of the Old Burlesque Wheel"                                       |
| 1963 | The Twilight Zone          | Barbara "Bunny" Blake | Episode: "Ring-a-Ding Girl"                                                                           |
| 1964 | The Great Adventure        | Laura Drake           | Episode: "The Colonel from Connecticut"                                                               |
| 1964 | The Greatest Show on Earth | Moira O'Kelley        | Episode: "Clancy"                                                                                     |
| 1964 | The Alfred Hitchcock Hour  | Pamela                | Episode: "Body in the Barn"                                                                           |